# Balorejo
Balorejo is een bestuurslaag in het regentschap Kebumen van de provincie Midden-Java, Indonesië. Balorejo telt 1032 inwoners (volkstelling 2010).